# The 24th Day
The 24th Day è un film del 2004 diretto da Tony Piccirillo, adattamento cinematografico di un'opera teatrale dello stesso Piccirillo. Protagonisti del film sono James Marsden e Scott Speedman.

## Trama
Tom e Dan si incontrano in un bar gay. L'immediata intensa tra due fa preludere a un'appassionata notte di sesso. Arrivati a casa, Tom rivela a Dan di averlo già conosciuto sessualmente sei anni prima, nella sua prima e unica esperienza omosessuale. Dan si rende conto che le intenzioni di Tom non sono buone, infatti viene preso in ostaggio dal ragazzo, legato ed imbavagliato. Tom medita di vendicarsi di Dan, colpevole, a suo dire, di averlo contagiato con l'HIV. Anche la moglie di Tom, morta in un incidente, è stata vittima del virus. Nonostante Dan si dichiari sieronegativo, Tom gli preleva del sangue con una siringa. Se verrà dimostrata la sua sieropositività, lo ucciderà, portando a termine la sua vendetta.